# A Toot and a Snore in '74
A Toot and a Snore in '74 es un disco bootleg de la única sesión de grabación conocida en la cual John Lennon y Paul McCartney tocaron juntos después de la separación de The Beatles. 
Mencionado por Lennon en una entrevista de 1975, los detalles salieron a la luz en el libro de May Pang publicado en 1983, Loving John, y ganó mayor prominencia cuando McCartney se refirió a la sesión en una entrevista de 1997. Discutiendo con el escritor australiano Sean Sennett en su oficina de Soho, McCartney mencionó que "la sesión fue confusa... por varias razones". El relato es corroborado por biografías como la publicada en 2006 por Christopher Sandford, McCartney.

## Historia
Durante el período de dieciocho meses de separación marital de John Lennon y Yoko Ono (llamado por Lennon su "Lost Weekend"), May Pang -su pareja sentimental de ese entonces-, le dio el valor para enfrentar a su familia y amigos. Él y Paul McCartney tocaron juntos, por primera y única vez desde su separación de The Beatles, aunque en los años 70, Paul y John tuvieron algunos encuentros.
Paul y Linda McCartney los visitaron de improviso la noche del jueves 28 de marzo de 1974, en los Burbank Studios en Los Ángeles, cuando Lennon comenzaba a producir el disco de Harry Nilsson, llamado "Pussy Cats". El domingo 31 de marzo, se les unió el propio  Nilsson, Stevie Wonder, Jesse Ed Davis y Bobby Keys para una jam session o una serie de sesiones improvisadas bajo la producción de Ed Freeman. 
En su libro de 2006, McCartney, Christopher Sandford describe la escena del encuentro Lennon-McCartney de la siguiente manera: 

"La habitación se congeló cuando McCartney entró, y se quedó en absoluto silencio hasta que Lennon dijo: 'Valiant Paul, supongo?' McCartney respondió: 'Señor Jasper Lennon, supongo? (Valiant Paul y Sir Jasper eran personajes interpretados por los dos, en un juego televisado de Navidad a inicios de la carrera de The Beatles). Extendió una mano McCartney, Lennon se la estrechó, y el ambiente era agradable, pero moderado, cordial, pero no especialmente cálido, por lo menos inicialmente".

Algunos de los presentes, como los mencionados Wonder, Davis, Keys y el mismo Nilsson, se las arreglaron para convencerlos de tocar juntos. Tres días después, durante la noche del domingo 31 de marzo, comenzó lo que terminaría siendo una jam session en la casa de playa que Lennon tenía en Santa Mónica, Los Ángeles. 
Los acontecimientos de esa noche son interesantes para los fanes de los Beatles, en el único caso conocido del antiguo equipo de compositores tocando juntos, entre la separación de la banda en 1970 y el asesinato de Lennon en 1980. 
Además de esta reunión informal, existieron ocasiones especiales como bodas y colaboraciones de más de dos ex-Beatles, las cuales fueron poco comunes después de las amargas disputas de sus miembros entre 1969 y 1970; esto fue especialmente marcado entre Lennon y McCartney, cuyo conflicto fue el más pronunciado y de más larga duración después de todas las luchas internas de división.
En particular, ellos nunca se encontraron 'públicamente' de nuevo en los años siguientes. En una extensa entrevista realizada por David Sheff para la revista Playboy en 1980, John reconoció que Paul y su esposa los visitaron a él y Yoko varias veces en su residencia en el Dakota, aunque la noticia nunca trascendió en su oportunidad, ni tampoco hay ningún reporte documentado que lo demuestre.

## La grabación
La grabación era más conocida por su significado histórico que por la calidad de su interpretación debido a que no fue muy productiva. Lennon parece estar bajo los efectos de la cocaína – se le puede escuchar cómo ofrece un golpe a Wonder en la primera pista, y en la quinta le pide a alguien que le pase. Este es también el origen del nombre del disco, donde él claramente pregunta: “-You wanna snort, Steve? A toot? It’s goin’ round” ("¿Quieres esnifar, Steve? ¿Un toque? Está circulando"). Si la discrepancia "snore" (ronquido) / "snort" (esnifar, inhalar cocaína) es intencionada o no se desconoce. 
Además, Lennon parece tener problemas con su micrófono y auriculares, al indicarlo en tres oportunidades a lo largo de la grabación, cuando tocan "Stand by Me".
La mayor parte del tiempo, él cantó la voz principal con su guitarra, mientras que McCartney coreó y tocó la batería. Stevie Wonder cantó y tocó el piano eléctrico, Harry Nilsson cantó, Jesse Ed Davis estuvo a la guitarra, Bobby Keyes tocó el saxofón y Ed Freeman en el bajo. Linda McCartney tocó el órgano y May Pang apareció acreditada tocando la pandereta.
La versión final editada dura casi media hora (29:12) y fue realizada por los Burbank Studios en Los Ángeles, entre el 28 y 31 de marzo de 1974, aunque se publicó extraoficialmente hasta 1992. Debido a la pobre calidad de la cinta, ningún sello discográfico se ha interesado en comercializarla a la fecha.

## Lista de canciones
1. "A Toot and a Snore" 0:27
2. "Bluesy Jam" 2:33
3. "Studio Talk" 2:40
4. "Lucille (Little Richard)" 5:59
5. "Nightmares" 2:38
  - La banda tocando "Sleep Walk", el hit instrumental de 1959 por Santo & Johnny.
6. "Stand by Me (Ben E. King)" - 2:18 
  - Parcialmente se escucha a Lennon quejándose del sonido en sus auriculares y recordando cómo era mejor hacía media hora.
7. "Stand By Me"  3:41 
  - Lennon se queja del sonido de nuevo, diciendo que era mejor hacía dos horas antes.
8. "Stand By Me" 6:04 
  - Debido a las quejas de Lennon, el estudio ha cambiado los niveles de micrófono en la propia grabación (en lugar de los auriculares de los intérpretes), y la mayoría de la voz ya no puede ser escuchada.
9. Medley 3:10
"Cupid (Sam Cooke)"
"Chain Gang (Sam Cooke)"
"Take This Hammer (Leadbelly)"